# Halterofilismo nos Jogos Olímpicos de Verão de 2012 - Até 69 kg feminino
A competição da categoria até 69 kg feminino do halterofilismo nos Jogos Olímpicos de Verão de 2012 foi realizada no dia 1 de agosto no ExCeL, em Londres.
Originalmente a bielorrussa Maryna Shkermankova conquistou a medalha de bronze, mas foi desclassificada em 27 de outubro de 2016 após a reanálise do seu teste antidoping acusar o uso das substâncias turinabol e estanozolol. Roxana Cocoș, originalmente medalhista de prata pela Romênia, foi desclassificada em 25 de novembro de 2020 após a reanálise de seu teste acusar o uso de metenolona e estanozolol.
A cazaque Anna Nurmukhambetova não herdou de imediato a medalha de prata por estar suspensa por outra acusação de doping, sendo inicialmente atribuídas duas medalhas de bronze. Posteriormente as medalhas foram realocadas pela Federação Internacional de Halterofilismo, com Nurmukhambetova em segundo lugar.

## Calendário
Horário local (UTC+1)
| Dia         | Horário | Fase    |
| ----------- | ------- | ------- |
| 1 de agosto | 12:30   | Grupo B |
| 1 de agosto | 15:30   | Grupo A |

## Recordes
Antes desta competição, os recordes mundiais e olímpicos da prova eram os seguintes:
| Recorde mundial  | Arranque  | CHN Liu Chunhong | 128 kg | Pequim, China | 13 de agosto de 2008 |
| Recorde mundial  | Arremesso | CHN Liu Chunhong | 158 kg | Pequim, China | 13 de agosto de 2008 |
| Recorde mundial  | Total     | CHN Liu Chunhong | 286 kg | Pequim, China | 13 de agosto de 2008 |
| Recorde olímpico | Arranque  | CHN Liu Chunhong | 128 kg | Pequim, China | 13 de agosto de 2008 |
| Recorde olímpico | Arremesso | CHN Liu Chunhong | 158 kg | Pequim, China | 13 de agosto de 2008 |
| Recorde olímpico | Total     | CHN Liu Chunhong | 286 kg | Pequim, China | 13 de agosto de 2008 |

## Medalhistas
| Ouro   | PRK Rim Jong-sim         |
| Prata  | KAZ Anna Nurmukhambetova |
| Bronze | COL Ubaldina Valoyes     |

## Resultados
Nessa edição, participaram 15 atletas.
| Pos.              | Nome                            | Grupo | Peso  | Arranque (kg) | Arranque (kg) | Arranque (kg) | Arranque (kg) | Arremesso (kg) | Arremesso (kg) | Arremesso (kg) | Arremesso (kg) | Total (kg) |
| Pos.              | Nome                            | Grupo | Peso  | 1             | 2             | 3             | Res.          | 1              | 2              | 3              | Res.           | Total (kg) |
| ----------------- | ------------------------------- | ----- | ----- | ------------- | ------------- | ------------- | ------------- | -------------- | -------------- | -------------- | -------------- | ---------- |
| Medalha de ouro   | PRK Rim Jong-sim                | A     | 68.22 | 111           | 115           | 117           | 115           | 142            | 146            | 146            | 146            | 261        |
| Medalha de prata  | KAZ Anna Nurmukhambetova        | A     | 68.71 | 110           | 115           | 117           | 115           | 136            | 140            | 140            | 136            | 251        |
| Medalha de bronze | COL Ubaldina Valoyes            | A     | 68.98 | 108           | 111           | 113           | 111           | 130            | 135            | 135            | 135            | 246        |
| 4                 | TPE Huang Shih-hsu              | A     | 68.45 | 110           | 115           | 115           | 110           | 130            | 130            | 131            | 131            | 241        |
| 5                 | CAN Marie-Ève Beauchemin-Nadeau | B     | 68.92 | 100           | 100           | 104           | 104           | 130            | 134            | 135            | 135            | 239        |
| 6                 | EGY Esmat Mansour               | A     | 68.42 | 105           | 105           | 108           | 105           | 130            | 130            | 134            | 130            | 235        |
| 7                 | TUN Ghada Hassine               | B     | 68.64 | 97            | 101           | 102           | 102           | 115            | 120            | 125            | 120            | 222        |
| 8                 | ECU Rosa Tenorio                | B     | 68.72 | 95            | 95            | 100           | 95            | 115            | 115            | 120            | 115            | 210        |
| 9                 | GBR Natasha Perdue              | B     | 67.98 | 92            | 92            | 95            | 92            | 113            | —              | —              | 113            | 205        |
| 10                | KEN Mercy Obiero                | B     | 67.85 | 72            | 76            | 76            | 76            | 100            | 105            | 111            | 105            | 181        |
| —                 | KOR Mun Yu-ra                   | B     | 68.56 | 102           | 102           | 102           | —             | —              | —              | —              | —              | —          |
| —                 | ARM Meline Daluzyan             | A     | 68.65 | 111           | 115           | 115           | 111           | 140            | 140            | 142            | —              | —          |
| —                 | ROU Roxana Cocoș                | A     | 68.00 | 108           | 111           | 113           | 113           | 138            | 143            | 146            | 143            | 256 DSQ    |
| —                 | BLR Dzina Sazanavets            | A     | 68.49 | 108           | 113           | 115           | 115           | 136            | 136            | 141            | 141            | 256 DSQ    |
| —                 | BLR Maryna Shkermankova         | A     | 68.21 | 108           | 113           | 117           | 113           | 135            | 140            | 143            | 143            | 256 DSQ    |

Legenda
| Recorde mundial      | Recorde mundial (World record)               |                       | Recorde africano                      | Recorde africano (African) |                                           | Q | Classificado por posição (Qualified) |
| Recorde olímpico     | Recorde olímpico (Olympic record)            | Recorde da América    | Recorde da América (Americas)         | q                          | Classificado por melhor tempo (Qualified) |   |                                      |
| Melhor marca do ano  | Melhor marca do ano (World leading)          | Recorde asiático      | Recorde asiático (Asian)              | DNS                        | Não largou (Did not start)                |   |                                      |
| Recorde nacional     | Recorde nacional (National record)           | Recorde europeu       | Recorde europeu (European)            | DNF                        | Não terminou (Did not finish)             |   |                                      |
| Recorde pessoal      | Recorde pessoal do atleta (Personal best)    | Recorde da Oceania    | Recorde da Oceania (Oceania)          | DSQ / DQ                   | Desclassificado (Disqualified)            |   |                                      |
| Recorde da temporada | Recorde da temporada do atleta (Season best) | Recorde sul-americano | Recorde sul-americano (South America) | NM                         | Sem marca (No mark)                       |   |                                      |